# Ceraclea major
Ceraclea major is een schietmot uit de familie Leptoceridae. De soort komt voor in het Oriëntaals gebied.